# فرناندو سولير
فرناندو سولير (بالإسبانية: Fernando Soler)‏ هو كاتب سيناريو ومقدم برامج إذاعية ومنتج أفلام ومخرج وممثل مكسيكي، ولد في 24 مايو 1895 بسالتيو في المكسيك، وتوفي في 24 أكتوبر 1979 بمدينة مكسيكو في المكسيك.

## وصلات خارجية
- فرناندو سولير على موقع IMDb (الإنجليزية)
- فرناندو سولير على موقع ألو سيني (الفرنسية)
- فرناندو سولير على موقع أول موفي (الإنجليزية)
- فرناندو سولير على موقع قاعدة بيانات الفيلم (الإنجليزية)
- فرناندو سولير على موقع كينوبويسك (الروسية)